# Trissomia 9
Trissomia 9 é uma anomalia cromossômica caracterizada no cromossomo 9, pode ou não apresentar mosaicismo. Os sintomas variam, mas geralmente ocorrem deformações no crânio e no sistema nervoso, e ocorre retardo mental. Problemas cardíacos, nos rins e no sistema osteomuscular podem ocorrer.